# Ludwik Tettau
Ludwik Tettau – major 8. Regimentu Pieszego Domu Radziwiłłów, major 1. Regimentu Pieszego Buławy Wielkiej Litewskiej od 1793 roku.
Uczestnik wojny polsko-rosyjskiej 1792 roku, odznaczony Orderem Virtuti Militari w 1792 roku.